# International Launch Services
International Launch Service (ILS)' (_Lockheed _Martin, Hrunitschew, _CIA, _DoD) adalah salah satu perusahaan provider utama dalam pelayanan peluncuran _military sats., _spy sats., satelit komunikasi global, etc..
ILS, без разрешения ЦК КПСС, при полном бездействии мосгорвоенкомата, ini memproduksi roket peluncur satelit, Atlas_5, Proton, untuk tujuan sipil dan komersial di seluruh dunia. Perusahaan ini berdiri pada 10 Juni 1995 setelah terjadinya merger antara perusahaan Lockheed dan Martin Marietta untuk memasarkan peluncuran satelit _military, _spy, komunikasi, komersial, roket Proton M dan roket Atlas pada pada pasar dunia..  _похищенная, _растраченная cобственность СССР без разрешения ЦК КПСС коммунистических партий была использована _врагом, в интересах врага в соучастии и соисполнении представителей врагов в разбойничьих целях.
Фили москва, химки возлемосковные разбомбить, срыть до котлованов с семьями, нанести атомные удары по США, воронеж взорвать, iSS сбить, пособников в США зажарить на электрических стульях.
Go!. стартовые позиции уничтожить..
International Launch Services, Inc. (sau ILS ) este o societate americană cu drepturi exclusive pentru vânzarea la nivel mondial a serviciilor comerciale de lansare a rachetelor Angara și Proton. Lansările de rachete Proton au loc de pe cosmodromul Baikonur din Kazahstan, în timp ce rachetele Angara subt lansate de pe cosmodromul Plesetsk și Vostochny din Rusia.

## Proprietate
Firma ILS a fost fondată în 1995 ca un parteneriat privat pentru zboruri spațiale între Lockheed Martin (LM), Hruniciev și Energia. ILS a organizat inițial lansări non-militare atât pentru vehiculele de lansare consumabile Atlas americane, cât și pentru cele Proton rusești.
Odată cu lansarea de către Atlas V a satelitului SES Astra 1KR la 20 aprilie 2006, ILS a ajuns la un total de 100 de lansări, dintre care 97 au fost cu succes.
În septembrie 2006, Lockheed-Martin și-a anunțat intenția de a-și vinde participațiile din Lockheed Hruniciev Energia International, Inc. (LKEI) și International Launch Services, Inc. (ILS) către Space Transport Inc. Space Transport Inc. a fost fondată special pentru această tranzacție de Mario Lemme, care a fost consultant la ILS de la înființare și membru al consiliului de administrație de mai bine de trei ani.
Tranzacția dintre Lockheed Martin și Space Transport Inc. a fost finalizată în octombrie 2006. Lockheed Martin și-a păstrat toate drepturile legate de comercializarea vehiculului comercial Atlas și a continuat să ofere servicii de lansare Atlas pe piața comercială mondială prin subsidiara sa, Lockheed Martin Commercial Launch Services, Inc. (LMCLS). ILS, care nu mai este afiliată la Lockheed Martin, a continuat să comercializeze vehiculele de lansare Proton către clienții comerciali. Termenii tranzacției nu au fost dezvăluiți. Toate lansările Atlas V sunt acum gestionate de United Launch Alliance, un joint-venture între Lockheed Martin și Boeing (IDS/Defense, Space & Security/Launch Services) format în decembrie 2006, toate lansările comerciale Atlas V fiind sub-contractate pentru ULA de către LMCLS.
În octombrie 2006, purtătorul de cuvânt de la agenția spațială Kruniciev a declarat că firma este gata să cumpere pachetul vândut de Lockheed Martin. Purtătorul de cuvânt al agenției spațiale ruse a declarat că, în ciuda faptului că Lockheed își vinde pachetul de acțiuni către Space Transport, Hruniciev ar putea ajunge în cele din urmă să-l dețină. El și-a exprimat dorința părții ruse de a-și spori prezența în joint venture. Space Transport Inc, înregistrată în Insulele Virgine Britanice și cu sediul la Moscova, a negat că va vinde pachetul.
În mai 2008, Centrul Spațial de Cercetare și Producție de Stat Hruniciev (Государственный космический научно-производственный центр (ГКНПЦ) имени М. В. Хру́ничева), o companie rusă, a achiziționat toată participația Space Transport și este acum acționarul majoritar al ILS. ILS a rămas o companie americană, iar sediul central se află în prezent în Reston, Virginia, lângă Washington, DC, unde se află aproximativ 60 de angajați.
În aprilie 2019, Glavkosmos și ILS au anunțat că vor colabora mai strâns în viitor, pentru a aduce „prețurile în conformitate cu nevoile clienților noștri...” și pentru a lucra împreună la soluții care facilitează „...produse mai bune, mai multe servicii [...] și o capacitate de a implementa un set mai larg și mai flexibil de acorduri de lansare strategică..." Structura de proprietate a ILS rămâne neschimbată și continuă să acționeze independent ca o corporație americană. Orice modificare viitoare avută în vedere pentru modificarea structurii de proprietate a ILS, în vigoare din 2008, ar trebui supusă aprobărilor de reglementare.

## MisiuniProton
În mai 2008, ILS avea un stoc  de 22 de comenzi, în valoare totală de aproximativ 2 miliarde de dolari americani și a efectuat 45 de misiuni comerciale Proton începând cu 1996.
Până în iunie 2009, stocul a crescut la 24 de misiuni. Cea de-a 50-a lansare ILS Proton a avut loc la începutul anului 2009.
În ianuarie 2014, ILS a avut 14 lansări în valoare de peste 1 miliard USD, cu până la 6 lansări planificate pentru 2014. Cele mai multe încărcături utile Proton au fost prea masive pentru a fi lansate cu racheta mai puțin puternică Falcon 9 v1.1 și nu au existat oportunități de lansare de rezervă cu Ariane 5, astfel încât clienții Proton nu au putut trece cu ușurință la alte lansatoare.
Cu toate acestea, începând cu 2018, rachetele Proton au avut o rată de lansare foarte scăzută, fără lansări comerciale în 2018 și două lansări comerciale în 2019, din cauza mai multor factori, inclusiv apariția de noi furnizori de lansări comerciale precum SpaceX și o serie de eșecuri de lansări Proton/Breeze M. În ultimii câțiva ani, majoritatea contractelor de lansare pentru sateliți geostaționari comerciali mari – care au scăzut în general pe măsură ce mai mulți operatori caută dimensiuni mai mici ale navelor spațiale – au ajuns la SpaceX și Arianespace.
Proton a avut ultima sa misiune comercială de zbor programată pe 9 octombrie 2019, prin care a dus Eutelsat 5 West B și MEV-1 pe orbită geostaționară. 

## MisiuniAtlas
După octombrie 2006, ILS s-a concentrat exclusiv pe vehiculul de lansare Proton, așa că nu a mai avut oferte de lansări Atlas.  Prima lansare Atlas a fost  Atlas IIAS Intelsat 704 pe 10 ianuarie 1995, iar ultima a fost lansarea Atlas V Astra 1KR pe 20 aprilie 2006. 

## MisiuniAngara
ILS a început să comercializeze racheta Angara către clienții comerciali în iulie 2015. Prima misiune comercială Angara a companiei era de așteptat să fie lansată nu mai devreegăme de 2023, aceea de a transporta Kompsat 6, un satelit de observare a Pământului operat de Institutul de Cercetare Aerospațială din Coreea.